# Eleonora Zugun
 (juin 2023).

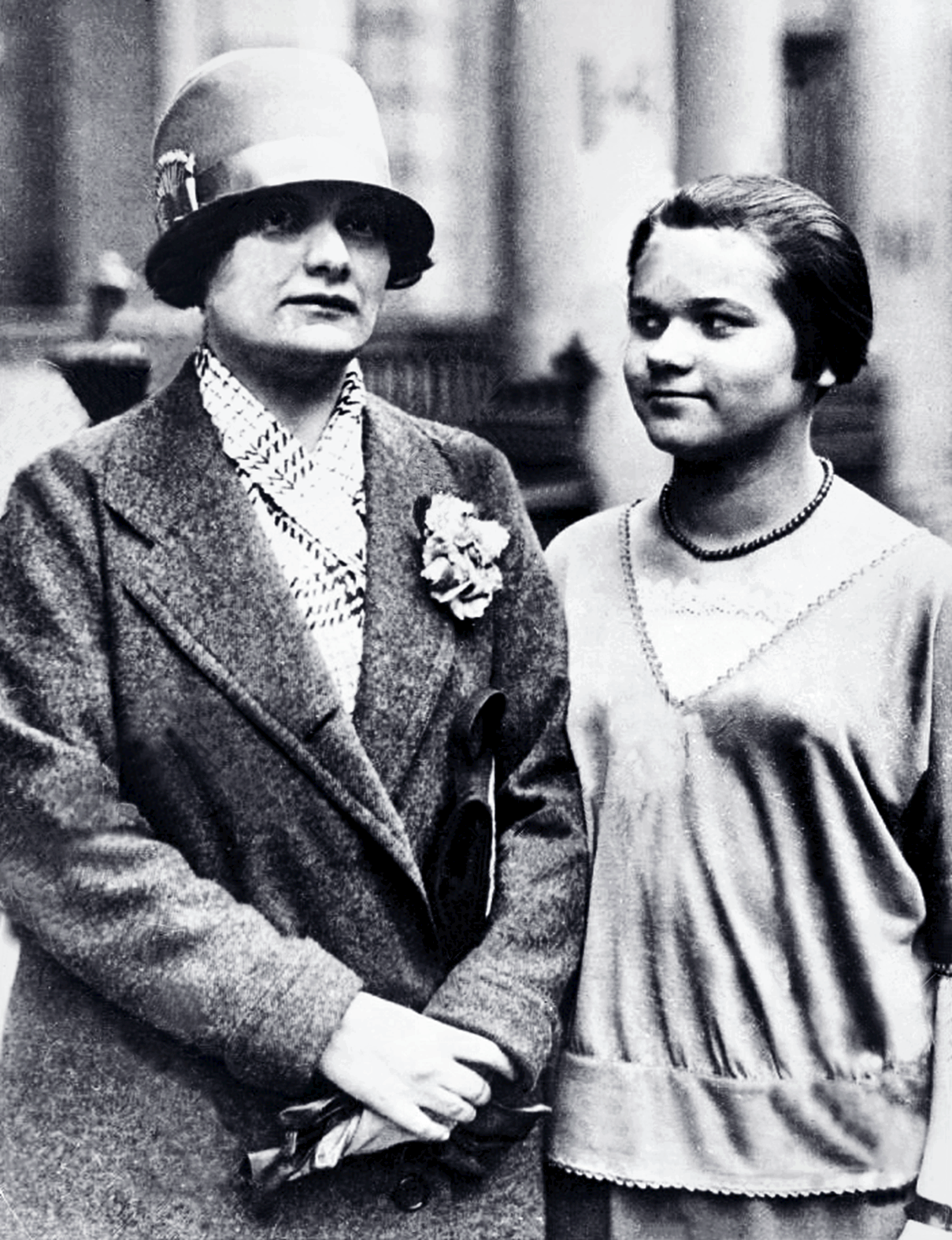
Eleonora Zugun avec la comtesse Zoe Wassilko, Vienne 1927

Eleonora Zugun, née le 24 mai 1913 à Talpa (aujourd'hui Dorohoi en Roumanie) et morte en 1996 à Dorohoi (județ de Botoșani), est une médium roumaine, principalement connue pour les phénomènes de poltergeist au centre desquels elle se trouve.
Connue sous les surnoms de « fille du diable » ou « fille poltergeist », elle est le sujet de la première tentative d'étude scientifique des phénomènes psychokinétiques, menée par Harry Price (en).

## Biographie
Eleonora Zugun naît dans la commune de Talpa, dans le comté de Dorohoi en Roumanie. Elle est rejetée par les habitants de son village ainsi que par sa propre famille en raison des incidents étranges qui surviennent en sa présence. Des objets disparaissent et réapparaissent en frappant ceux qui l'entourent, des clous enfoncés dans les murs sont arrachés par une puissance invisible, tandis que la jeune fille, saisie de crises violentes, se plaint d'avoir été battue ou frappée par des forces qu'elle appelle « Dracul » (« Diable » en roumain).
Le cas d'Eleonora Zugun attire l'attention de l'ingénieur allemand Fritz Grunewald, la place, à l'âge de 13 ans, sous la protection de la comtesse viennoise Zoe Wassilko von Serecki (de). Grunewald et la comtesse sont témoins de nombreuses manifestations paranormales causées par la jeune fille pendant la journée, ainsi que de l'apparition fréquente de marques de morsures inexpliquées sur son corps.
Entre le 30 septembre et le 26 octobre 1926, Price fait venir Eleonora Zugun en Angleterre, pour l'examiner et continuer ses recherches dans son propre laboratoire. Il constate, sous le contrôle d'une commission qui comprend des sceptiques, et dans des conditions excluant toute possibilité de fraude, l'authenticité des manifestations paranormales provoquées inconsciemment par Eleonora : déplacement de petits objets, apparition de morsures et griffures sur le visage et sur le corps. Concernant l'affaire Zugun, la comtesse Wassilko introduit également des aspects psychanalytiques[pas clair]. En 1933, elle publie Eltern wie sie sein sollten (« Les parents comme il se doit »), un ouvrage écrit sur la base de la psychanalyse[réf. souhaitée].
Les chercheurs, parmi lesquels la comtesse Wassilko et ses collègues, soulignent cependant qu'Eleonore Zugun, lorsqu'elle n'était pas correctement contrôlée, avait parfois recours à la ruse et simulait certains de ses symptômes, ils considèrent donc ce cas comme un cas « mixte ».
De retour au pays, Eleonora Zugun s'installe à Bucarest, où elle commence à travailler dans un atelier de couture.

#### Utilisés comme source
- (en) E. Clephan Palmer, Riddle of Spiritualism, Kessinger Publishing, 1er août 2003, 156 p. (ISBN 978-0-766-17931-8, lire en ligne)
- (en) Colin Wilson, The Occult : A History, Random House, 1971, 601 p. (ISBN 978-0-394-46555-5, lire en ligne)
- (en) Paul Tabori, Harry Price : The Biography of a Ghost-hunter, Athenaeum Press, 1950, 316 p. (lire en ligne)
- (en) Harry Price, Fifty Years of Psychical Research 1939, Kessinger Publishing, 1er février 2003, 412 p. (ISBN 978-0-766-14242-8, lire en ligne)
- (en) Bob Rickard, John Michell et Robert J. M. Rickard, Unexplained Phenomena : A Rough Guide Special : Mysteries and Curiosities of Science, Folklore and Superstition, Rough Guides, 2000, 390 p. (ISBN 978-1-858-28589-4, lire en ligne)
- (en) Harry Price, Poltergeist Over England : Three Centuries of Mischievous Ghosts, Country life Limited, 1945, 423 p. (lire en ligne)

#### Lectures complémentaires
- (ro) Cosmin Pătraşcu Zamfirache, « Poltergeist de România: povestea botoşănencei care a reuşit cu puterea minţii să îngrozească un sat întreg şi să uimească lumea ştiinţifică », adevarul.ro (La Vérité),‎ 13 juin 2015 (lire en ligne)